# 平台街道
平台街道，是中华人民共和国河南省商丘市梁园区下辖的一个街道办事处。

## 行政区划
平台街道下辖以下地区：
宋梨园村、路口村、杨园村、唐楼村、唐小楼村、乐道村、柳杭村、平台村、张瓦房村、陈阁庄村和杨大庄村。